# Archiv der Avantgarden

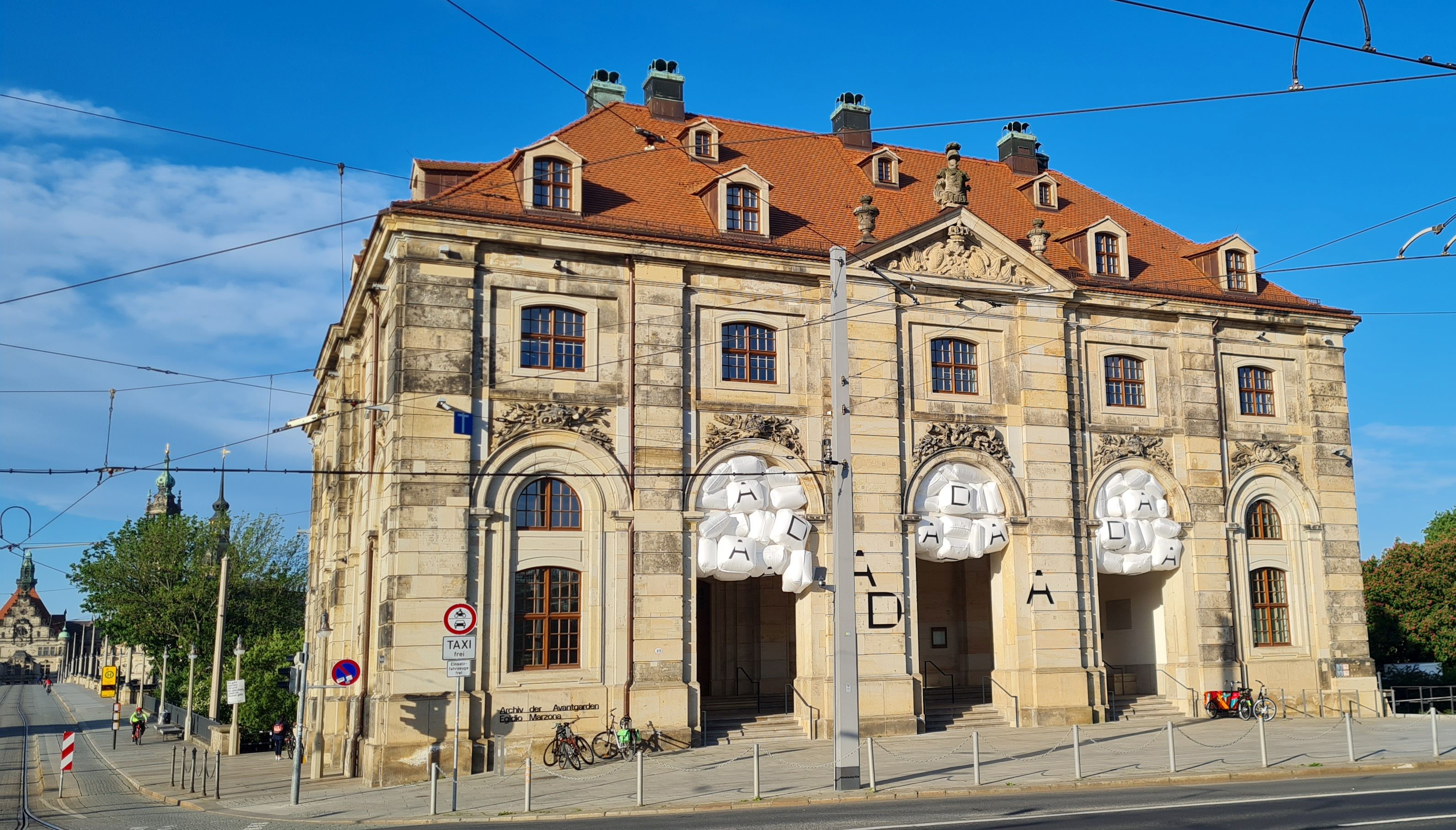
Das Blockhaus mit dem Archiv der Avantgarden (2024)

Das Archiv der Avantgarden des 20. Jahrhunderts wurde von Egidio Marzona geschaffen und umfasst mehr als 1,18 Millionen Dokumente, Briefe, Fotos, Skizzen, Zeichnungen, Pläne und Broschüren sowie 1000 Kunstwerke, Skulpturen, Gemälde und Designobjekte. Im Dezember 2016 und November 2018 schenkte Marzona die Archivalien und Kunstgegenstände dem Freistaat Sachsen. Es wurde vereinbart, dass das Archiv als Teil der Staatlichen Kunstsammlungen im Dresdner Blockhaus präsentiert werden wird. Dieses wurde dafür ab September 2019 umgebaut. Bis zum Abschluss der Umbauarbeiten im Jahr 2024 wurde das Archiv im Japanischen Palais der Öffentlichkeit zugänglich gemacht. Am 4. Mai 2024 wurde das Archiv dann im Rahmen eines feierlichen Festakts eröffnet.

## Entstehung von Sammlung und Archiv
Ab 1968 begann Egidio Marzona Kunstwerke zu erwerben, nachdem ihn der Galerist Konrad Fischer mit Kunstrichtungen wie Minimal Art, Konzeptkunst, Arte Povera und Landart in Berührung gebracht hatte. Ein Bild von Robert Ryman war eine seiner ersten Erwerbungen. Marzonas Interesse galt dabei nicht nur den Stücken selbst, sondern auch der Frage, wie und in welchem Umfeld sie erschaffen wurden. Mit Hilfe von Kunsthändlern und Galeristen wie z. B. Heiner Friedrich und Rolf Ricke kam Marzona mit Künstlern seiner Zeit persönlich in Kontakt. Auf Anregung von Joseph Beuys eröffnete Marzona 1972 in Bielefeld eine Kunstgalerie, schloss diese aber kurze Zeit später wieder, da er durch ihren Betrieb nicht die Kenntnisse erlangte, nach denen er suchte. Direkt danach gründete er den Verlag Edition Marzona. Bei den Recherchen zu seinen Publikationen begann er sowohl Kunst- und Designobjekte wie Grafiken, Zeichnungen, Möbel als auch Plakate, Monografien und Zeitschriften zusammenzutragen. Briefe, Manuskripte, Entwurfsskizzen, Pläne, Kataloge, Einladungskarten archivierte er in Anlehnung an Hans Arps und El Lissitzkys Buch nach Kunstismen. Zusätzlich dazu erwarb er Vor- und Nachlässe von Künstlern und Kunstwissenschaftlern wie z. B. von Francesco Conz, Elisabeth Jappe, Wieland Schmied und Herta Wescher.

## Die Sammlung Marzona in Berlin
Im Sommer 2001 wurden Teile der Sammlung in der Kunsthalle Bielefeld und in der Villa Manin in Italien in zwei nahezu zeitgleich stattfindenden Ausstellungen der Öffentlichkeit präsentiert. Julian Nida-Rümelin, der zu dieser Zeit durch die Bundesregierung Beauftragte für Kultur und Medien, und Antje Vollmer, zu dieser Zeit Vizepräsidentin des Deutschen Bundestages, besuchten die Ausstellung in Italien, da sie sich für den Ankauf der Sammlung einsetzten. Dieser war in Erwägung gezogen worden, um komplementär zu Erich Marx’ Sammlung der Pop Art u. a. auch Werke der Arte Povera im Museum für Gegenwart in Berlin ausstellen zu können.
Am 10. Juli 2002 verkündete Nida-Rümelin dann, dass die Stiftung Preußischer Kulturbesitz mehr als 600 Kunstwerke erhalten hat. Davon wurden 213 käuflich erworben und 283 als Leihgabe mit dem Recht auf Ankauf zur Verfügung gestellt. Die restlichen Stücke schenkte Marzona der Stiftung. Neben den Kunstwerken gab Marzona auch mehr als 40000 Archivalien und Ephemera an die Stiftung Preußischer Kulturbesitz ab. Am 6. Februar 2014 schenkte Marzona der Stiftung Preußischer Kulturbesitz 372 weitere Kunstwerke.
Von Januar 2014 bis Mai 2016 wurde die Sammlung in neun Ausstellungen der Reihe A–Z. Die Sammlung Marzona der Öffentlichkeit präsentiert. Seitdem werden diese Werke im Museum für Gegenwart und im Kupferstichkabinett Berlin bewahrt. Die Archivalien sind in der Kunstbibliothek der Staatlichen Museen zu Berlin zugänglich.

## Das Archiv der Avantgarden in Dresden

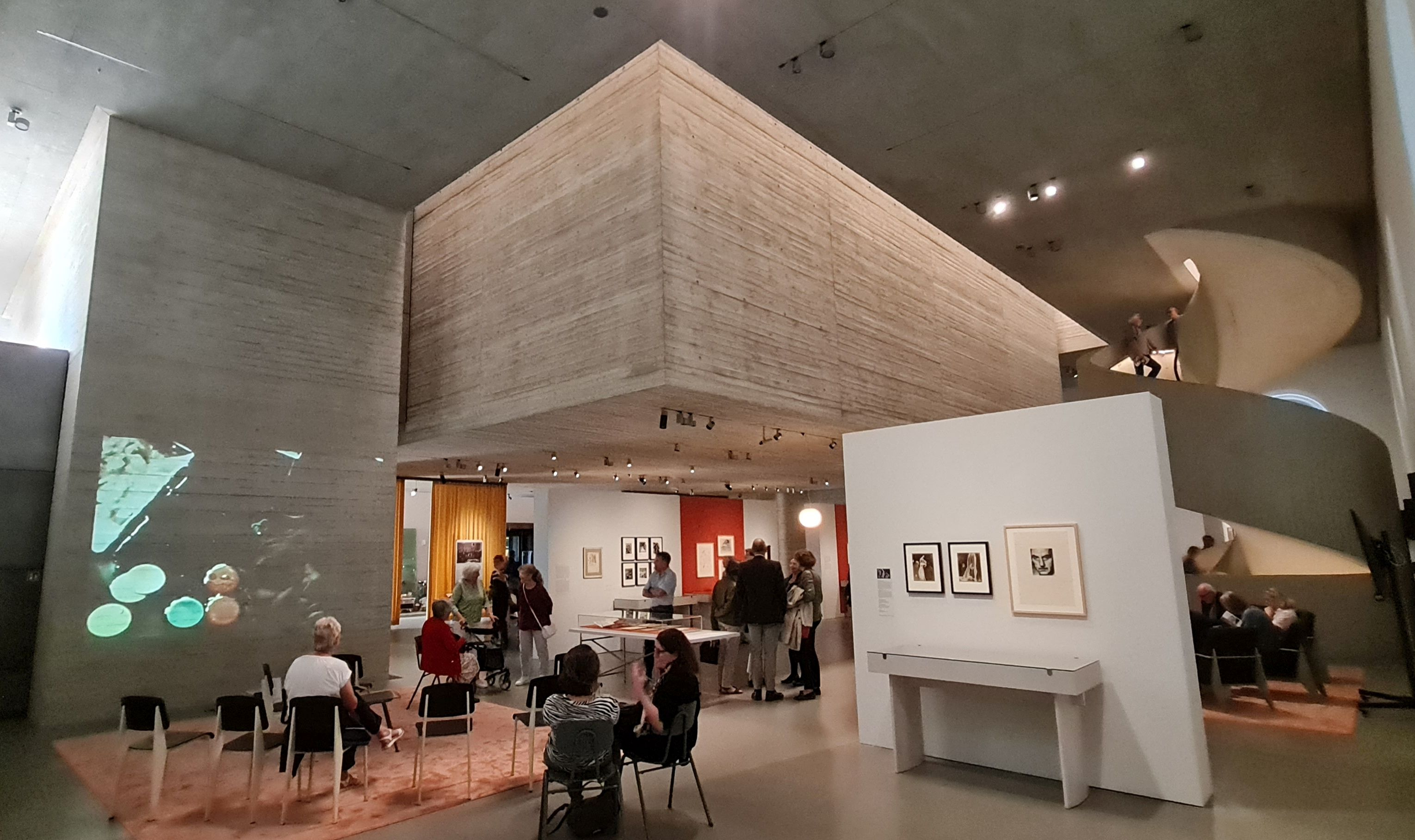
Ausstellungsfläche im Erdgeschoss mit Archiv-Kubus (2024)

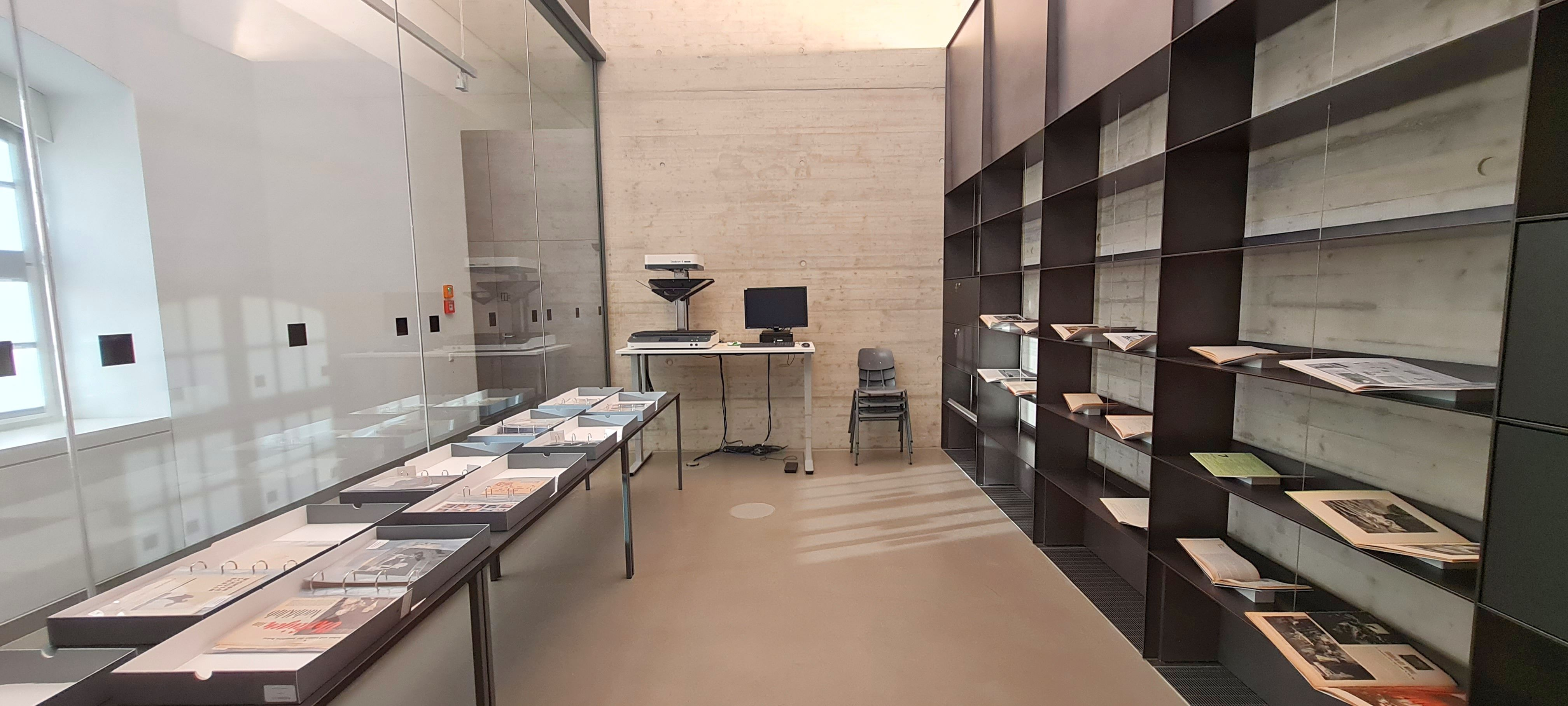
Arbeitsraum (2024)

Im Juni 2016 gab Marzona bekannt, dass er sein Archiv der Avantgarden den Staatlichen Kunstsammlungen in Dresden schenken würde. Am 6. Dezember 2016 unterzeichnete er im Beisein der Sächsischen Staatsministerin Eva-Maria Stange und der Generaldirektorin der Staatlichen Kunstsammlungen Dresden Marion Ackermann in der Schlosskapelle des Dresdner Residenzschlosses den Schenkungsvertrag. Darin wurde Marzona angeboten, dass das Dresdner Blockhaus saniert und als Standort für das Archiv genutzt wird.
Die Sanierung des Blockhauses begann 2019 mit umfangreichen Abbrucharbeiten des Dachs, von Wänden, Decken und Fundamenten. Das Architekturbüro Nieto Sobejano Arquitectos hatte den Wettbewerb zur Umgestaltung gewonnen. Für die Sammlung selbst ist ein schwebender Kubus im Raum vorgesehen. Im Erdgeschoss entstand eine Fläche für Vorträge, Ausstellungen und Workshops sowie eine Cafeteria. Die insgesamt 1.900 Quadratmeter Fläche teilen sich das Archiv (39 %), die Aktionsfläche (24 %) und das Foyer, Büros und Lagerflächen (24 %). Zum Hochwasserschutz wurde eine Weiße Wanne eingezogen. Alle Fenster wurden abdichtbar ausgeführt. Die Fertigstellung des Umbaus war zunächst für 2022, die Eröffnung für 2023 geplant. Am 4. Mai 2024 wurde das Archiv dann im Rahmen eines feierlichen Festakts eröffnet.
Im Januar 2025 wurde das Archiv der Avantgarden zum Museum des Jahres 2024 vom Kunstkritikerverband AICA Deutschland gekürt. Damit wurde „die mutige Entscheidung des Freistaates Sachsen“ gewürdigt, „eine gänzlich neue Institution zu schaffen und finanziell auszustatten“. Man könne stolz darauf sein „den Reichtum öffentlicher Sammlungen für die Zukunft zu bewahren, Entdeckungsfreude zu schüren und das Museum im Dialog mit dem Publikum permanent neu zu erfinden.“